# St. Michael (Frohburg)

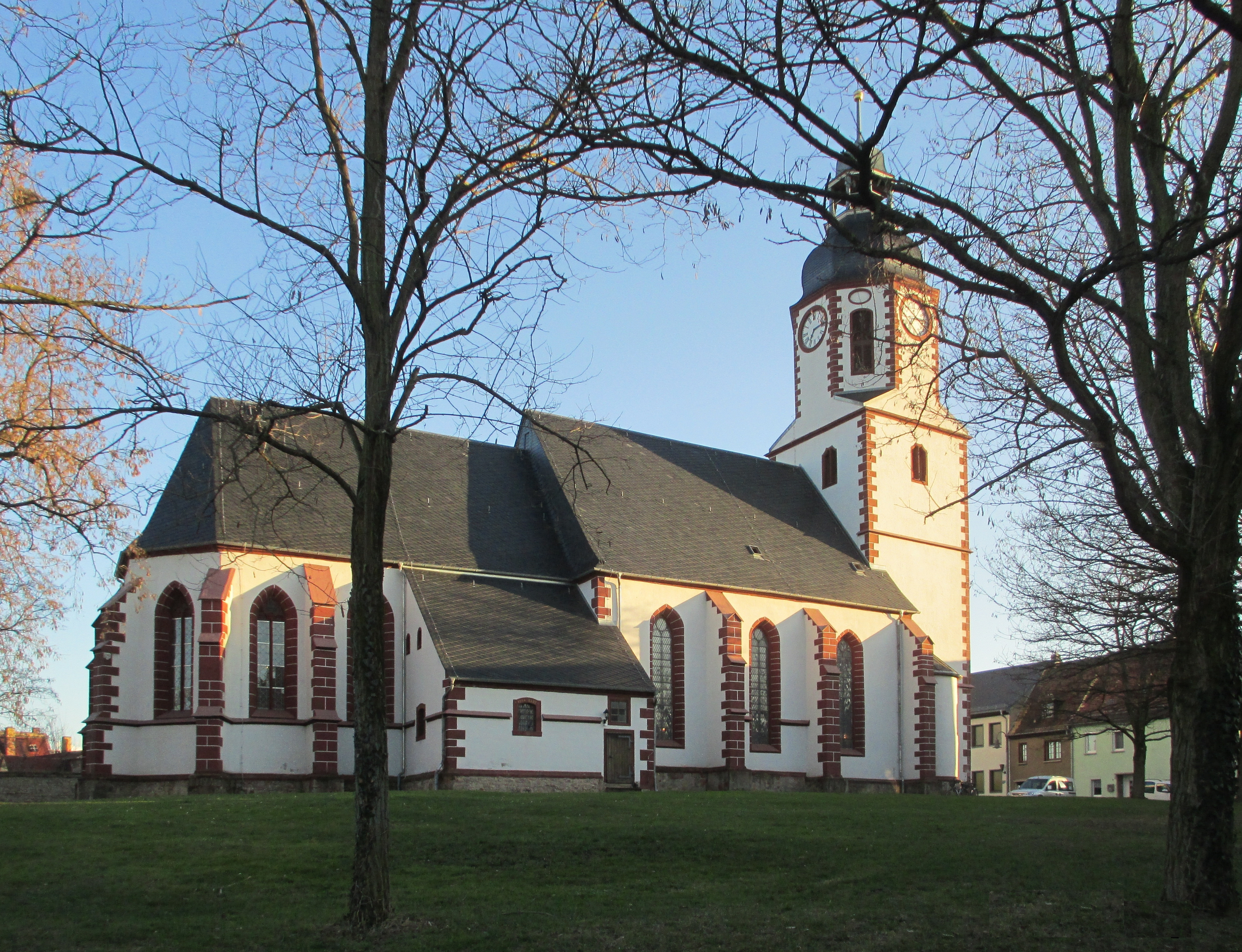
St. Michael (Frohburg)

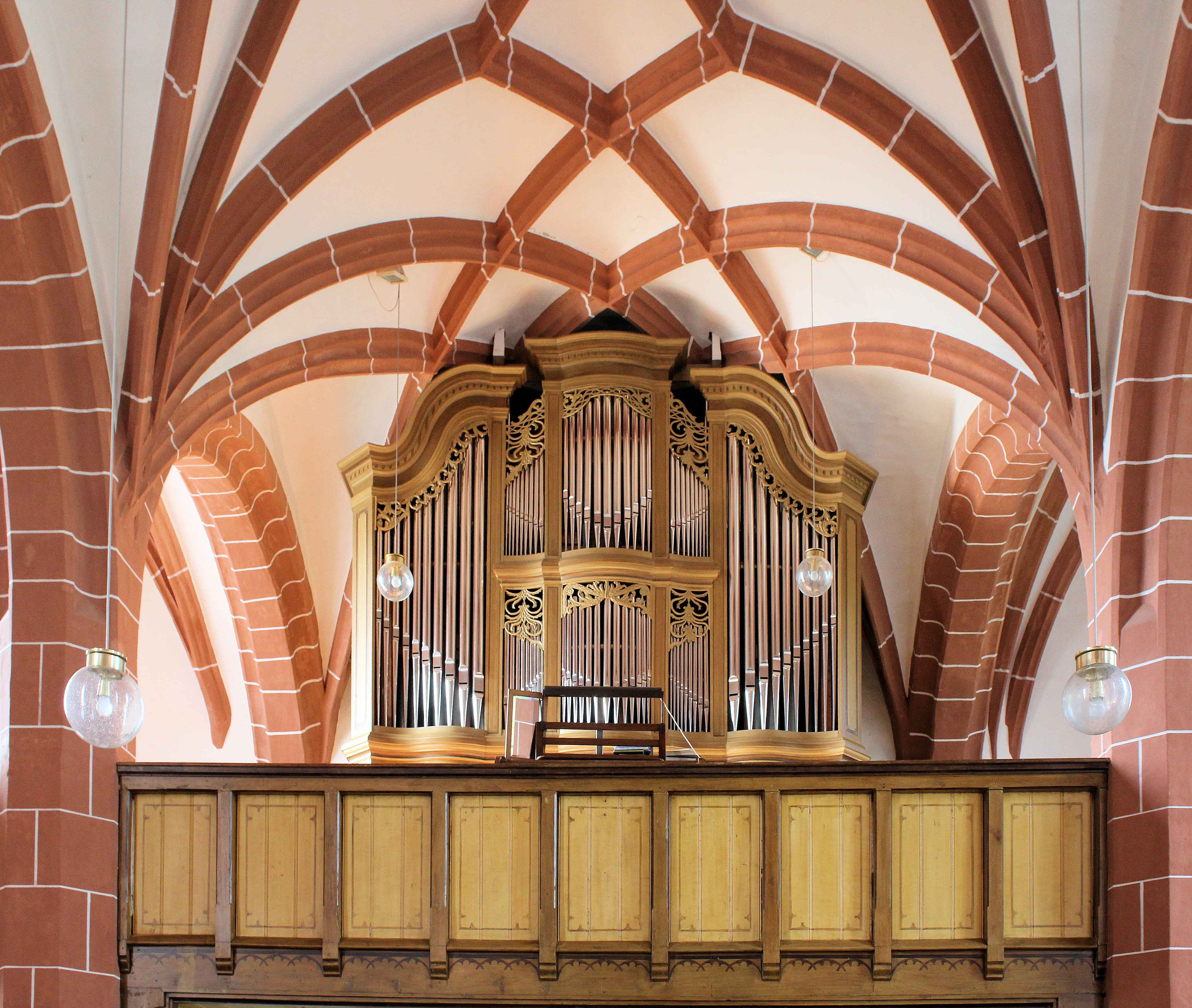
Orgel

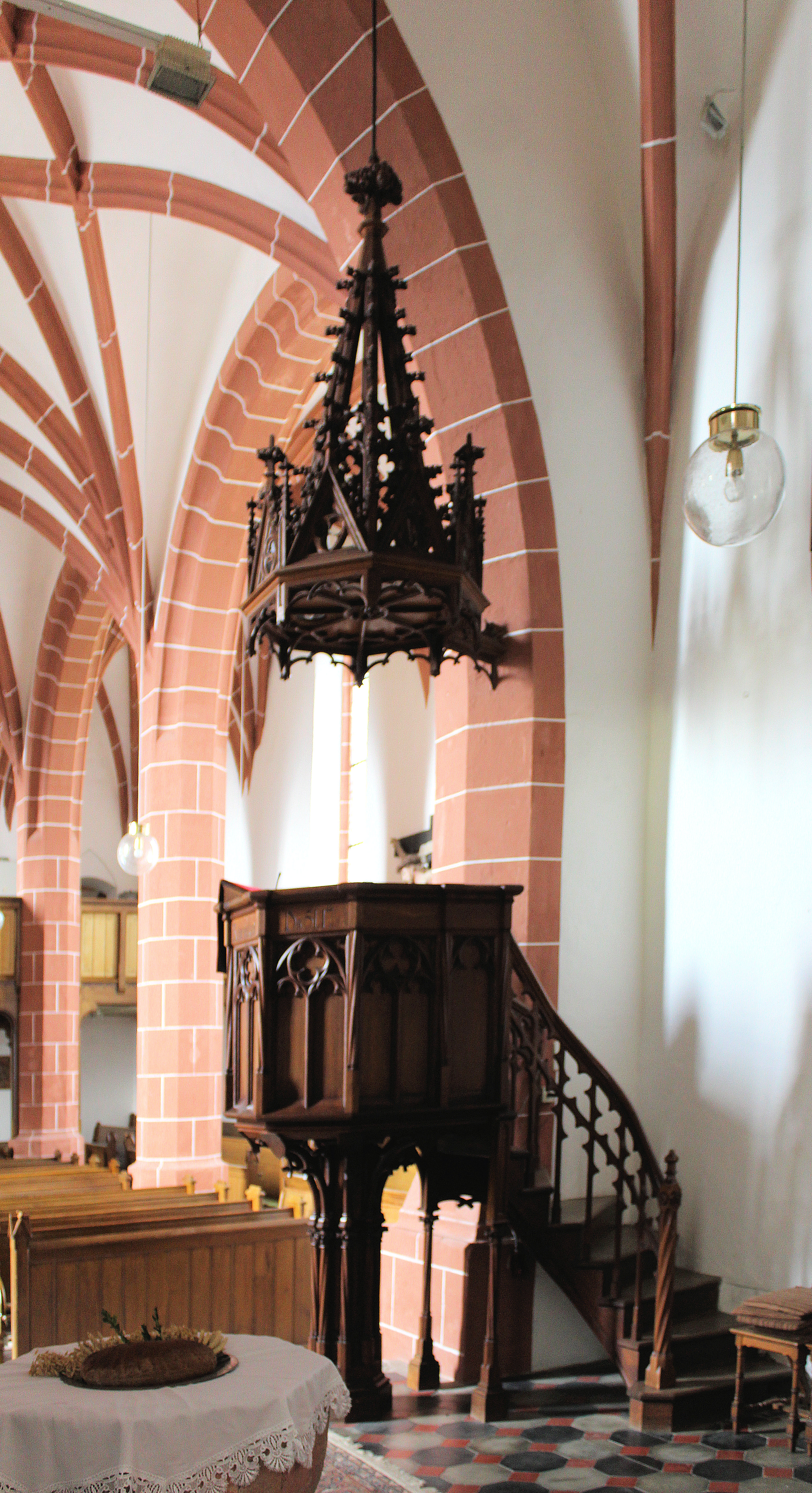
Kanzel

Die evangelische Kirche St. Michael ist eine gotische Hallenkirche in Frohburg im Landkreis Leipzig in Sachsen. Sie gehört zum Kirchspiel Kohrener Land-Wyhratal im Kirchenbezirk Leipziger Land der Evangelisch-Lutherischen Landeskirche Sachsens und kann in der Regel nicht besichtigt werden.

## Geschichte und Architektur
Die Kirche in Frohburg ist eine weithin sichtbare dreischiffige gotische Hallenkirche in klaren Proportionen. Der Chor wurde im Jahr 1425, die Halle erst 1475 erbaut, der Turm im 17. Jahrhundert verändert. Eine Restaurierung und eine neugotische Ausstattung erfolgten im Jahr 1877.
Das Bauwerk ist ein Bruchsteinbauwerk mit eingezogenem Chor und Dreiachtelschluss, Maßwerkfenstern und Strebepfeilern. An der Südseite ist  ein Vorbau angefügt, das Spitzbogenportal ist mit Stabwerk versehen. An der Chornordseite befindet sich die im Jahr 1781 veränderte Sakristei. Der Westturm ist mit Vorhangbogenfenstern versehen, das oktogonale Glockengeschoss mit einer Haube aus der zweiten Hälfte des 17. Jahrhunderts. Seitlich ist je ein runder Treppenturm mit Vorhangbogenfenstern angebaut. Ein spitzbogiges Westportal mit Stabwerk erschließt das Bauwerk.
Die Turmhalle ist mit Kreuzrippengewölbe geschlossen; ein reich profiliertes Spitzbogenportal öffnet sich zur Halle. Der Innenraum wirkt durch die rot gefassten Architekturgliederungen, den grauen Verputz und durch die spärliche Ausstattung in seiner räumlichen Disposition sehr klar. Das vierjochige Mittelschiff und die nahezu gleich breiten Seitenschiffe sind mit Sterngewölben geschlossen, die auf achteckigen Pfeilern und fast runden Scheidbögen ruhen; die Gewölbeanfänger sind mit kunstvollen Überschneidungen gestaltet. Ein spitzbogiger Triumphbogen vermittelt zum dreijochigen Chor mit Sterngewölbe, die in den Schlusssteinen mit Naumburger und Altenburger Wappen verziert sind. Die Westempore und die Chorloge stammen aus dem Jahr 1877. Die Sakristei schließt mit Kreuzgratgewölbe, die Südvorhalle mit Kreuzrippengewölbe, im Schlussstein ist ein Wappenbild zu sehen.

## Ausstattung
Altar und Kanzel sind in neugotischen Formen gestaltet. Die Taufe aus Porphyr ist in schlichterer achteckiger Kelchform gestaltet und stammt aus der ersten Hälfte des 15. Jahrhunderts. Ein künstlerisch wertvoller Kruzifixus aus dem 17. Jahrhundert ist an der Chorsüdwand angebracht. Ein Gemälde zeigt die Auferstehung Christi und erweist sich als Kopie eines Gemäldes aus der Nikolaikirche in Leipzig vom Ende des 18. Jahrhunderts.
Die Orgel mit filigranen barocken Füllungsmotiven im Prospekt (vermutlich aus dem Jahr 1685) erhielt im Jahr 1946 ein neues Werk. Ein wertvolles Epitaph mit Bronzerelief der Verstorbenen in der Turmhalle erinnert an M. von Kreuzen († 1555), die graphische Gestaltung verweist auf die Cranachschule. Die spätgotische Sakramentsnische mit seitlichen Fialen ist ein Werk vom Ende des 15. Jahrhunderts.